# 隆察赫訥山
46°25′25.8″N 7°54′14.9″E / 46.423833°N 7.904139°E
隆察赫訥山（德語：Lonzahörner）是瑞士瓦萊州的山峰，位於該國南部，屬於伯尔尼山的一部分，海拔高度3,560米，每年平均降雨量1,585毫米。